# Nicéforo Catacalo
Nicéforo Euforbeno Catacalo (em grego: Νικηφόρος Εὐφορβηνός Κατακαλών; romaniz.: Nikephóros Eúphorbenos Katakalón) foi um aristocrata bizantino e genro do imperador Aleixo I Comneno (r. 1081–1118). Foi o filho do distinto general Constantino Euforbeno Catacalo, um dos oficiais mais confiáveis do imperador. Como um símbolo da apreciação de Aleixo por Constantino, Nicéforo foi casado com Maria, a porfirogênita, a segunda filha do imperador, e elevado ao posto de panipersebasto.
Com Maria, teve vários filhos, mas apenas o nome de três deles é conhecido: Aleixo, Andrônico (governador da Cilícia em 1162) e João. Da Alexíada, ele é conhecido como tendo participado no combate contra os cumanos em 1095, junto de seu pai, onde distinguiu-se por sua bravura. É desconhecido quando morreu, mas é registrado como morto por 1130.